# キャット・バルー
『キャット・バルー』（原題：Cat Ballou）は、1965年に公開されたアメリカ合衆国の映画。

## 概要
父親を殺され復讐に走り、お尋ね者「キャット・バルー」となる娘と、彼女に協力する男たちを、ナット・キング・コールとスタッビー・ケイの音楽にのせた語りなど随所にミュージカルの作風を取り入れて描いた、コメディ西部劇。オープニングではコロンビアレディが女ガンマンに変身する演出がある。
ジャック・パランスはシェリーン役を希望していたが受け入れられず、逆にカーク・ダグラスには断られた（その後、ダグラスは似たような2役をTVシリーズ『The Man from Snowy River』で演じている）。同様にキャサリン役もアン＝マーグレットが予定されていたが、彼女に断られた。
公開4か月前に肺ガンで亡くなり、本作が遺作となったナット・キング・コールは撮影中に病状が悪化していたものの、その様子をうかがい知ることはできないほど役を演じ、美声を披露している。

## あらすじ
実家に帰省する途中のキャサリンは、列車の中で護送中のクレイに出会う。クレイは伯父のジェドやキャサリンと一芝居うち、保安官の手を逃れ逃亡する。
ワイオミング州ウルフ・シティの実家に戻ったキャサリンは、牧童のジャクソンから水利権目当てのサー・ヘンリー・パーシヴァルが父フランキーの牧場を欲しがっていることを聞かされ、さらに父を狙う殺し屋ティム・ストローンと遭遇する。
キャサリンは村のスクウェアダンスで 再会した逃亡中のクレイとジェドに協力を求めるが、いざとなると頼りない返事にあきれるばかり。最後の手段として高額で殺し屋のキッド・シェリーンを雇うが、かつての凄腕はどこへやら、今は銃を持つ手もおぼつかないほど酔いどれていた。おまけに先に払っていた50ドルも酒代となって消えていた。しかし、酒を飲むとその様子は一変し、見事な銃さばきを披露する。キャサリンはシェリーンにストローンと対決するよう頼むが、シェリーンは怖気づき、さらに父が彼女の目前でストローンに射殺されてしまう。
保安官のエドに訴えるも、パーシヴァルに抱き込まれていると知ったキャサリンは復讐を誓い、お尋ねものだけが出入りを許される「壁の穴村」へ向かう。そこで列車強盗を企画し、成功させた彼女は本物のお尋ね者になるが、奪った金はヘンリーが経営する開発会社の従業員の賃金だった。かねてヘンリーとの間でお互いに手出しをしないと示し合わせていた壁の穴村の住人たちから非難され、さらに行き違いからクレイは去ってしまう。金を返すよう迫るストローンと決着をつけるべくシェリーンはトレーニングに励み、見事にケリをつけ、自分とストローンが兄弟であったことを告げる。さらに次の計画を企画するシェリーンに対してクレイは反対し、キャサリンに結婚を申し込み、彼女から断られるが、シェリーンはキャサリンの本心を見抜き、クレイを炊きつける。
キャサリンは単身パーシヴァルの元を訪れ、色仕掛けで誘惑し射殺する。彼女は逮捕され、絞首刑に処されそうになるが、クレイやジェド、ジャクソンやシェリーンによって救出される。逃亡する馬車の中でクレイと結ばれたキャサリンは、のちに無法者「キャット・バルー」として人々の語り草になる。

## 登場人物
キャサリン"キャット"・バルー
演 - ジェーン・フォンダ
元は師範学校を修了したてのお嬢様だったが、父を殺され、クレイやシェリーンたちとの出会いを介して「キャット・バルー」と呼ばれるお尋ね者へと大きく人生が変わっていく。
シェリーン
演 - リー・マーヴィン
かつては凄腕の殺し屋として知られており、彼の自伝小説をキャサリンが読んでいたことから、50ドルという高額で雇われた。現れた姿は稼いだ金をすべて飲み代に使うほど酒に溺れ、見る影もないほど落ちぶれていたものだったが、酒を飲めば震えは止まり、往年の見事な腕を披露する。
クレイ・ブーン
演 - マイケル・カラン
列車に護送されていたところをキャサリンと出会い、彼女の助けを得て逃亡する。
ジェド
演 - ドウェイン・ヒックマン
クレイの伯父。変装が得意。
サー・ヘンリー・パーシヴァル
演 - レジナルド・デニー
ウルフ・シティを支配する実力者。殺し屋ストローンを雇い、保安官を抱きこんでいる。
サンライズ・キッド
演 - ナット・キング・コール
サムとともにストーリーテラーの役を果たす。また、酒場では演奏を披露している。
サム・ザ・シェイド
演 - スタッビー・ケイ
サンライズ・キッドの相方。
ティム・ストローン
演 - リー・マーヴィン
パーシヴァルに雇われた殺し屋。シェリーンとは深い因縁がある。決闘で飛ばされた鼻を飾りで隠している（この鼻飾りを作ったのはジョン・チェンバースである）。
ブッチ・キャシディ
演 - アーサー・ハニカット
壁の穴村の酒場の主人。シェリーンとは旧知の仲。
ジャクソン・ツー・ベアーズ
演 - トム・ナルディーニ
フランキーの下で働く小間使い。田舎訛りがある。
フランキー・バルー
演 - ジョン・マーレイ
パーシヴァルに牧場を狙われ、ストローンに殺されてしまう。
エド・カーディガン保安官
演 - ジェイ・C・フリッペン
パーシヴァルと通じており、ストローンに父を殺されたキャサリンの訴えを退けた。
モルデン保安官
演 - ブルース・キャボット
クレイ・ブーンを護送していた保安官。

## キャスト
| 役名                       | 俳優                   | 日本語吹替                                                                                         |
| 役名                       | 俳優                   | NETテレビ版                                                                                        |
| -------------------------- | ---------------------- | -------------------------------------------------------------------------------------------------- |
| キャット・バル―            | ジェーン・フォンダ     | 小原乃梨子                                                                                         |
| シェリーン＆ストローン     | リー・マーヴィン       | 小林清志                                                                                           |
| クレイ・ブーン             | マイケル・カラン       | 近石真介                                                                                           |
| フランキー・バール         | ジョン・マーレイ       | 千葉順二                                                                                           |
| パーシバル                 | レジナルド・デニー     | 大木民夫                                                                                           |
| ジェド                     | ドウェイン・ヒックマン | 鈴木やすし                                                                                         |
| サンライズ・キッド         | ナット・キング・コール | |
| サム・ザ・シェイド         | スタッビー・ケイ       | |
| ブッチ・キャシディ         | アーサー・ハニカット   | |
| ジャクソン・ツー・ベアーズ | トム・ナルディーニ     | |
| エド・カーディガン保安官   | ジェイ・C・フリッペン  | |
| モルデン保安官             | ブルース・キャボット   | |
| 不明 その他                |                        | はせさん治 北山年夫 緒方敏也 千葉耕市 稲葉まつ子 野本礼三 筈見純 村松康雄 加茂喜久 大山豊 赤木葉子 |
| 日本語版スタッフ           |                        | |
| 演出                       | 演出                   | 内池望博                                                                                           |
| 翻訳                       | 翻訳                   | 木原たけし                                                                                         |
| 効果                       | 効果                   | TFC                                                                                                |
| 調整                       | 調整                   | 前田仁信                                                                                           |
| 制作                       | 制作                   | 東北新社                                                                                           |
| 解説                       | 解説                   | 淀川長治                                                                                           |
| 初回放送                   | 初回放送               | 1972年11月19日 『日曜洋画劇場』                                                                    |

## スタッフ
- 監督 - エリオット・シルヴァースタイン（英語版）
- 製作 - ハロルド・ヘクト
- 原作 - ロイ・チャンスラー作『キャット・バルーのバラード』
- 脚本 - ウォルター・ニューマン（英語版）、フランク・ピアソン
- 撮影 - ジャック・マータ（英語版）
- 編集 - チャールズ・ネルソン（英語版）
- 音楽 - フランク・デ・ヴォール（英語版）
- 歌 - 作詞：マック・デイヴィッド（英語版） / 作曲：ジェリー・リヴィングストン（英語版）

## 評価
1965年には2060万ドルの興行収入を記録し、同年の映画興行トップ10に入った。
2役を好演したリー・マーヴィンは、第38回アカデミー賞や第22回ゴールデングローブ賞で主演男優賞を獲得するなど多くの賞を得た。批評家からの評価も高く、AFIアメリカ映画100年シリーズでは2000年のアメリカ喜劇映画ベスト100で第50位、2008年の10ジャンルのトップ10西部劇部門で第10位に選ばれている。

## 受賞・ノミネート
受賞
- 第38回アカデミー賞主演男優賞(リー・マーヴィン)
- 第22回ゴールデングローブ賞主演男優賞（リー・マーヴィン）
- 第15回ベルリン国際映画祭銀熊賞 (男優賞)（リー・マーヴィン）
- 第19回英国アカデミー賞最優秀外国男優賞（リー・マーヴィン）
- 1965年度ナショナル・ボード・オブ・レビュー賞 男優賞（リー・マーヴィン）

ノミネート
- 第38回アカデミー賞脚色賞・編集賞・歌曲賞・ミュージカル音楽賞